# Parque Nacional e Reserva Gates of the Arctic

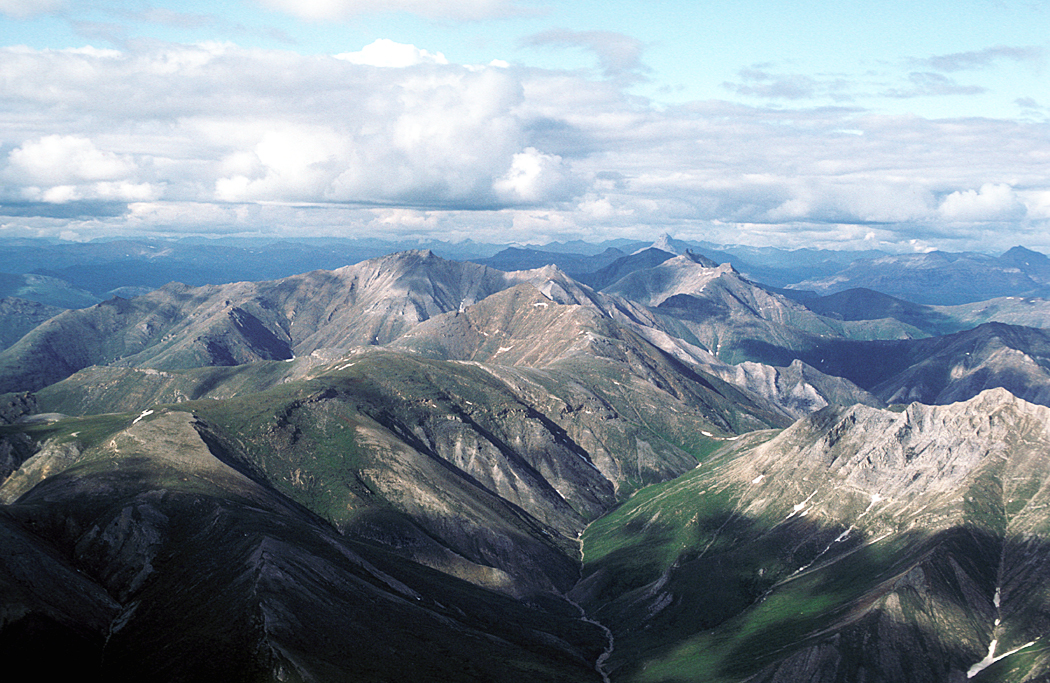
Parque Nacional e Reserva Portas do Ártico

Gates of the Arctic National Park and Preserve é um parque nacional localizado nos Estados Unidos.